# عبد الصمد الجاوي الفلمباني

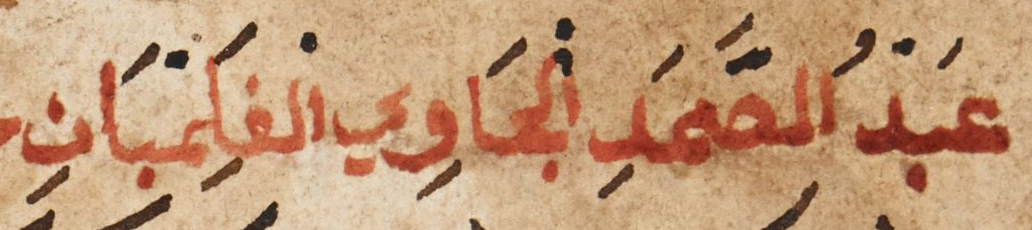
الاسم كما يظهر في نسخة مخطوطة من هداية السالكين.

عبد الصمد بن عبد الرحمن الجاوى الفلمباني ولد 1116 هـ / 1704 م في فلمبان، هو صوفي وفد إلى مدينة زبيد سنة 1206 هـ.
توفي في فطاني، تايلاند في عام 1832. كان عبد الصمد قائد حرب فطاني وقدح ضد جنود سيامي (1828-1832).

## آثاره
من آثاره:
- هداية السالكين في سلوك مسلك المتقين - ترجمة وشرح بالملاوية لكتاب بداية الهداية للغزالي.
- سير السالكين إلى عبادة رب العالمين - ترجمة (بتصرف) إلى الملاوية لكتاب إحياء علوم الدين للغزالي.
- نصيحة المسلمين وتذكرة المؤمنين في فضائل الجهاد - رسالة بالعربية في فضل الجهاد.[3]